# Louis Bastien
Eugène Louis Bastien (París, 26 de octubre de 1881-Chateauroux, 13 de agosto de 1963) fue un deportista francés que compitió en ciclismo en pista y esgrima.

## Trayectoria
A principios del año 1900, Bastien ganó el Campeonato Mundial de medio fondo en el Parque de los Príncipes de París. Ese mismo año, obtuvo la medalla de oro en los Juegos Olímpicos de Verano en la prueba de 25 kilómetros, por delante de los también franceses Lloyd Hildebrand y Auguste Daumain.
Como esgrimdor participó, también en 1900, en la prueba de espada celebrada en el Jardín de las Tullerías de París, en la que se proclamó campeón el cubano Ramón Fonst.

## Medallero internacional
| Juegos Olímpicos   | Juegos Olímpicos | Juegos Olímpicos | Juegos Olímpicos |
| Año                | Lugar            | Medalla          | Competición      |
| ------------------ | ---------------- | ---------------- | ---------------- |
| 1900               | París (Francia)  | Medalla de oro   | 25 km            |
| Campeonato Mundial |                  |                  |                  |
| Año                | Lugar            | Medalla          | Competición      |
| 1900               | París (Francia)  | Medalla de oro   | Medio fondo (A)  |